# Gauauswahlwettbewerb
Als Gauauswahlwettbewerbe werden Fußball-Wettbewerbe bezeichnet, in denen Auswahlmannschaften der 1933 gegründeten Fußball-Gaue im Pokalmodus gegeneinander antraten. Sie ersetzten den bis 1933 ausgespielten Bundespokal, nachdem sich die Regionalverbände auf Druck der Nationalsozialisten 1933 aufgelöst hatten. Ab 1935 erfolgte die Austragung des Wettbewerbs unter dem Namen Reichsbundpokal.

## Geschichte

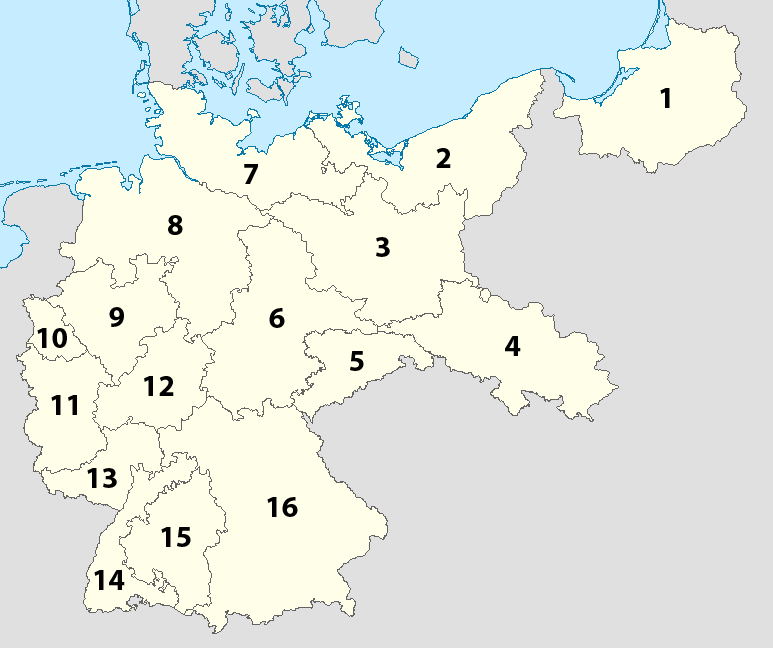
Die Fußballgaue 1933

Der Bundespokal wurde 1908 als Kronzprinzenpokal eingeführt, in diesem spielten die Auswahlmannschaften der verschiedenen regionalen Fußballverbände. Nach der Machtübernahme der Nationalsozialisten 1933 lösten sich die Regionalverbände auf und wurden durch 16 Fußballgaue ersetzt. Im Juni 1933 beschloss der Deutsche Fußball-Bund die Austragung eines Fußball-Pokalwettbewerbs um einen von Reichskanzler Adolf Hitler gestifteten Pokals, an dem Auswahlmannschaften aller nun vorhanden 16 Gaue teilnehmen sollten. Die Spiele dieses Adolf-Hitler-Pokals fanden in der Sommerpause im Juli 1933 statt. Im Sommer 1934 erfolge erneut eine Austragung dieses Gauauswahlwettbewerbs, da ab dem Halbfinale die Spiele während der deutschen Kampfspiele in Nürnberg ausgetragen wurden, trägt dieser den Namen Kampfspiel-Pokal.
Ab 1935 erfolgte die Austragung des Gauauswahlwettbewerbs während der Saison. 1935 noch als Bundespokal bezeichnet, störten sich die Nationalsozialisten an der fehlenden Übereinstimmung mit ihrem staatlichen Gebilde, so dass der Wettbewerb ab 1935/36 als Reichsbundpokal bezeichnet wurde. Der Wettbewerb wurde 1941/42 kriegsbedingt letztmals ausgetragen. Mit dem Länderpokal gab es 1949/50 nochmals ein Versuch seitens des DFBs, einen ähnlichen Wettbewerb zu initiieren.
In der Spielzeit 1938 gab es im Rahmen des Deutschen Turn- und Sportfest 1938 in Breslau einen weiteren Gauauswahlwettbewerb, der jedoch nicht als Reichsbundpokal ausgetragen wurde. Diese Spiele fanden innerhalb einer Woche im Rahmen des Sportfestes statt.

## Modus
Im Reichsbundpokal traten die Auswahlmannschaften im K.-o.-System aufeinander. Gespielt wurde 90 Minuten, sollte es danach Unentschieden stehen, war eine Verlängerung von maximal 2×15 Minuten, jedoch mit Golden-Goal-Regel eingeplant. Sollte es nach der Verlängerung immer noch Unentschieden stehen, wurde ein Wiederholungsspiel angesetzt. Bis 1938, als es 16 Fußballgaue gab, traten alle Mannschaften im Achtelfinale in Erscheinung. Mit der kriegsbedingten Erweiterung der Anzahl der Gaue wurden in späteren Turnieren vorherige Ausscheidungsspiele angesetzt. 1941/42 hingegen traten alle damalig existenten 20 Gaue in der Vorrunde aufeinander, die zehn Sieger spielten eine Zwischenrunde aus. Von diesen fünf Siegern mussten dann zwei Mannschaften nochmal ein Entscheidungsspiel ausspielen, um den vierten Halbfinalisten zu ermitteln. Beim Kampfspiel-Pokal 1934, sowie beim Deutschen Turn- und Sportfest 1938, gab es zu dem ein Spiel um Platz 3.

## Übersicht

### Adolf-Hitler-Pokal
| Saison | Sieger | Ergebnis | Finalist           | Torschützenkönig |
| ------ | ------ | -------- | ------------------ | ---------------- |
| 1933   | Bayern | 2:2; 6:1 | Berlin-Brandenburg | Willi Kirsei (8) |

### Kampfspiel-Pokal
| Saison | Sieger  | Ergebnis  | Finalist | Torschützenkönig  |
| ------ | ------- | --------- | -------- | ----------------- |
| 1934   | Südwest | 5:3 (4:1) | Bayern   | Georg Friedel (7) |

### Bundespokal
| Saison | Sieger | Ergebnis  | Finalist           | Torschützenkönig |
| ------ | ------ | --------- | ------------------ | ---------------- |
| 1935   | Mitte  | 2:0 (1:0) | Berlin-Brandenburg | Kurt Berner (4)  |

### Reichsbundpokal
| Saison  | Sieger      | Ergebnis       | Finalist | Torschützenkönig                     |
| ------- | ----------- | -------------- | -------- | ------------------------------------ |
| 1935/36 | Sachsen     | 2:2 n. V., 9:0 | Südwest  | Erwin Helmchen (9)                   |
| 1936/37 | Niederrhein | 2:1 (0:0)      | Sachsen  | Kurt Langenbein (5)                  |
| 1937/38 | Nordmark    | 3:1 (0:0)      | Südwest  | Carstens, Noack, Simetsreiter (je 4) |
| 1938/39 | Schlesien   | 2:1 (1:0)      | Bayern   | Erich Hänel (6)                      |
| 1939/40 | Bayern      | 3:1 (1:0)      | Sachsen  | Erwin Helmchen (9)                   |
| 1940/41 | Sachsen     | 2:0 (1:0)      | Bayern   | Ernst Willimowski (8)                |
| 1941/42 | Niederrhein | 2:1 (1:1)      | Nordmark | Conen, Panse (je 5)                  |

### Deutsches Turn- und Sportfest 1938
| Saison | Sieger  | Ergebnis  | Finalist      | Torschützenkönig     |
| ------ | ------- | --------- | ------------- | -------------------- |
| 1938   | Ostmark | 4:1 (2:0) | Niedersachsen | Alfred Pawlitzki (8) |

## Statistiken

### Rekordsieger
Die erfolgreichste Auswahlmannschaft mit zwei Titelgewinnen und drei weiteren Finalteilnahmen kam aus dem Gau Bayern, dicht gefolgt von der Auswahlmannschaft Sachsens mit ebenfalls zwei Titelgewinnen. Dass ein erfolgreicher Vereinsspielbetrieb nicht unbedingt auch Erfolge im Reichsbundpokal mit sich brachte, beweist die Auswahlmannschaft Westfalens, die trotz zahlreicher Spieler des in den 1930er-Jahren dominierenden FC Schalke 04 (in dieser Zeit konnte der Verein sechsmal die deutsche Fußballmeisterschaft gewinnen) nicht einmal in das Halbfinale vordringen konnte. 1935/36 bestand gar die komplette Auswahlmannschaft aus Spielern von Schalke 04, was ein Novum in diesem Wettbewerb darstellte. Dennoch schied Westfalen in dieser Spielzeit bereits in der ersten Runde aus.
| Auswahlmannschaft  | Titel | Jahr            | Zweitplatzierter |
| ------------------ | ----- | --------------- | ---------------- |
| Bayern             | 2     | 1933, 1940      | 1934, 1939, 1941 |
| Sachsen            | 2     | 1936, 1941      | 1937, 1940       |
| Niederrhein        | 2     | 1937, 1942      |                  |
| Südwest            | 1     | 1934            | 1936, 1938       |
| Nordmark           | 1     | 1938            | 1942             |
| Mitte              | 1     | 1935            |                  |
| Ostmark            | 1     | 1938 (Turnfest) |                  |
| Schlesien          | 1     | 1939            |                  |
| Berlin-Brandenburg | 0     |                 | 1933, 1935       |
| Südwest            | 0     |                 | 1936, 1937       |
| Niedersachsen      | 0     |                 | 1938 (Turnfest)  |

### Spielerstatistiken
| Rang | Spieler        | Auswahlmannschaft(en)      | Spiele |
| ---- | -------------- | -------------------------- | ------ |
| 1    | Willibald Kreß | Sachsen                    | 28     |
| 1    | Walter Rose    | Sachsen                    | 28     |
| 3    | Ernst Lehner   | Bayern, Berlin-Brandenburg | 22     |
| 4    | Erwin Helmchen | Sachsen                    | 21     |
| 4    | Willi Munkelt  | Sachsen                    | 21     |
| 4    | Hans Rohde     | Nordmark                   | 21     |
| 4    | Heinz Werner   | Mitte                      | 21     |
| 8    | Albert Conrad  | Südwest, Baden             | 20     |

| Rang | Spieler           | Auswahlmannschaft(en)      | Tore |
| ---- | ----------------- | -------------------------- | ---- |
| 1    | Erwin Helmchen    | Sachsen                    | 26   |
| 2    | Alfred Pawlitzki  | Schlesien, Niederschlesien | 14   |
| 2    | Erich Hänel       | Sachsen                    | 14   |
| 4    | Herbert Weigel    | Sachsen                    | 13   |
| 5    | Wilhelm Hahnemann | Ostmark                    | 12   |
| 5    | Rudolf Noack      | Nordmark                   | 12   |
| 7    | Kurt Langenbein   | Baden                      | 11   |
| 7    | Josef Fath        | Südwest                    | 11   |

### Zuschauer
| Spielzeit | Gesamt    | Spiele | {\displaystyle \varnothing } |
| --------- | --------- | ------ | ---------------------------- |
| 1933      | 130.600   | 16     | 8.163                        |
| 1934      | 182.300   | 16     | 11.394                       |
| 1935      | 176.000   | 15     | 11.733                       |
| 1935/36   | 248.000   | 17     | 14.588                       |
| 1936/37   | 193.500   | 15     | 12.900                       |
| 1937/38   | 199.000   | 17     | 11.706                       |
| 1938      | 291.500   | 28     | 10.410                       |
| 1938/39   | 198.000   | 16     | 12.375                       |
| 1939/40   | 158.000   | 17     | 9.294                        |
| 1940/41   | 224.000   | 21     | 10.667                       |
| 1941/42   | 262.500   | 27     | 9.722                        |
| Gesamt    | 2.263.400 | 205    | 11.040                       |

### Platzierungen nach Mannschaft
| Mannschaft          | Saison | Saison | Saison | Saison | Saison | Saison | Saison | Saison | Saison | Saison |
| Mannschaft          | 33     | 34     | 35     | 35/36  | 36/37  | 37/38  | 38/39  | 39/40  | 40/41  | 41/42  |
| ------------------- | ------ | ------ | ------ | ------ | ------ | ------ | ------ | ------ | ------ | ------ |
| Baden               | AF     | VF     | HF     | VF     | HF     | HF     | AF     | AR     | HF     | AF     |
| Bayern              | 1      | 2      | AF     | HF     | AF     | VF     | 2      | 1      | 2      | AF     |
| Berlin-Brandenburg  | 2      | AF     | 2      | HF     | HF     | AF     | AR     | AF     | ZR     | HF     |
| Danzig-Westpreußen  |        |        |        |        |        |        |        |        | VR     | AR     |
| Elsaß               |        |        |        |        |        |        |        |        |        | AR     |
| Generalgouvernement |        |        |        |        |        |        |        |        |        | AR     |
| Hessen              | HF     | VF     | AF     | AF     | AF     | AF     | AF     | AF     | VR     |        |
| Hessen-Nassau       |        |        |        |        |        |        |        |        |        | AR     |
| Köln-Aachen         |        |        |        |        |        |        |        |        |        | VF     |
| Kurhessen           |        |        |        |        |        |        |        |        |        | VF     |
| Mitte               | HF     | AF     | 1      | AF     | VF     | AF     | VF     | AF     | VR     | VF     |
| Mittelrhein         | VF     | VF     | AF     | VF     | VF     | AF     | AF     | AR     | VR     |        |
| Moselland           |        |        |        |        |        |        |        |        |        | AR     |
| Niederrhein         | VF     | HF     | AF     | AF     | 1      | VF     | VF     | HF     | VR     | 1      |
| Niedersachsen       | AF     | AF     | VF     | VF     | VF     | VF     | AF     | AF     | VR     | VF     |
| Niederschlesien     |        |        |        |        |        |        |        |        |        | AF     |
| Nordmark            | AF     | HF     | HF     | AF     | AF     | 1      | AF     | AF     | ZR     | 2      |
| Oberschlesien       |        |        |        |        |        |        |        |        |        | AF     |
| Ostmark             |        |        |        |        |        |        | VF     | HF     | VR     | HF     |
| Ostpreußen          | AF     | AF     | AF     | VF     | AF     | AF     | VF     | AF     | ZR     | AF     |
| Pommern             | VF     | AF     | AF     | AF     | AF     | AF     | AF     | VF     | ZR     | AR     |
| Sachsen             | VF     | VF     | VF     | 1      | 2      | HF     | HF     | 2      | 1      | AF     |
| Schlesien           | AF     | AF     | AF     | AF     | AF     | VF     | 1      | VF     | AS     |        |
| Sudetenland         |        |        |        |        |        |        |        | AF     | VR     | AR     |
| Südwest             | AF     | 1      | AF     | 2      | AF     | 2      | AF     | VF     | HF     |        |
| Wartheland          |        |        |        |        |        |        |        |        | VR     | AR     |
| Westfalen           | AF     | AF     | VF     | AF     | VF     | AF     | AF     | VF     | VR     | AF     |
| Westmark            |        |        |        |        |        |        |        |        |        | AR     |
| Württemberg         | AF     | AF     | VF     | AF     | AF     | AF     | HF     | AF     | ZR     | AF     |

HF = Halbfinale; AS = Ausscheidungsspiel; VF = Viertelfinale; ZR = Zwischenrunde; AF = Achtelfinale; VR = Vorrunde; AR = Ausscheidungsrunde

### Ewige Tabelle
Berücksichtigt sind alle ausgetragenen Spiele der Gauauswahlwettbewerbe. Die Tabelle richtet sich nach der damalig gültigen Zweipunkteregel.
| Pl. | Verein              | Jahre | Sp. | S  | U | N  | T+  | T- | Diff. | Punkte | Ø-Pkt. | Titel |
| --- | ------------------- | ----- | --- | -- | - | -- | --- | -- | ----- | ------ | ------ | ----- |
| 1.  | Sachsen             | 11    | 38  | 27 | 2 | 9  | 128 | 56 | +72   | 56:20  | 1,47   | 2     |
| 2.  | Bayern              | 11    | 37  | 22 | 5 | 10 | 100 | 62 | +38   | 49:25  | 1,32   | 2     |
| 3.  | Südwest a           | 10    | 28  | 17 | 2 | 9  | 65  | 61 | +4    | 36:20  | 1,29   | 1     |
| 4.  | Niederrhein         | 11    | 26  | 16 | 0 | 10 | 74  | 50 | +24   | 32:20  | 1,23   | 2     |
| 5.  | Berlin-Brandenburg  | 11    | 29  | 14 | 3 | 12 | 61  | 57 | +4    | 31:27  | 1,07   | 0     |
| 6.  | Nordmark            | 11    | 26  | 12 | 2 | 12 | 58  | 55 | +3    | 26:26  | 1      | 1     |
| 7.  | Baden               | 11    | 25  | 12 | 1 | 12 | 66  | 62 | +4    | 25:25  | 1      | 0     |
| 8.  | Mitte               | 11    | 22  | 11 | 0 | 11 | 46  | 54 | −8    | 22:22  | 1      | 1     |
| 9.  | Schlesien b         | 10    | 20  | 9  | 1 | 10 | 44  | 55 | −11   | 19:21  | 0,95   | 1     |
| 10. | Niedersachsen       | 11    | 21  | 9  | 1 | 11 | 51  | 48 | +3    | 19:23  | 0,9    | 0     |
| 11. | Ostmark             | 5     | 13  | 9  | 0 | 4  | 41  | 20 | +21   | 18:80  | 1,38   | 1     |
| 12. | Württemberg         | 11    | 20  | 8  | 0 | 12 | 50  | 63 | −13   | 16:24  | 0,8    | 0     |
| 13. | Mittelrhein c       | 10    | 19  | 7  | 1 | 11 | 40  | 49 | −9    | 15:23  | 0,79   | 0     |
| 14. | Westfalen           | 11    | 17  | 5  | 1 | 11 | 32  | 38 | −6    | 11:23  | 0,65   | 0     |
| 15. | Ostpreußen          | 11    | 17  | 4  | 1 | 12 | 29  | 47 | −18   | 9:25   | 0,53   | 0     |
| 16. | Hessen d            | 10    | 13  | 3  | 0 | 10 | 23  | 37 | −14   | 6:20   | 0,46   | 0     |
| 17. | Pommern             | 11    | 15  | 3  | 0 | 12 | 20  | 69 | −49   | 6:24   | 0,4    | 0     |
| 18. | Kurhessen           | 1     | 3   | 2  | 0 | 1  | 9   | 10 | −1    | 4:20   | 1,33   | 0     |
| 19. | Köln-Aachen         | 1     | 3   | 2  | 0 | 1  | 7   | 10 | −3    | 4:20   | 1,33   | 0     |
| 20. | Niederschlesien     | 1     | 3   | 1  | 1 | 1  | 6   | 8  | −2    | 3:30   | 1      | 0     |
| 21. | Oberschlesien       | 1     | 2   | 1  | 0 | 1  | 5   | 6  | −1    | 2:20   | 1      | 0     |
| 22. | Hessen-Nassau       | 1     | 2   | 0  | 1 | 1  | 5   | 6  | −1    | 1:30   | 0,5    | 0     |
| 23. | Westmark            | 1     | 1   | 0  | 0 | 1  | 1   | 3  | −2    | 0:20   | 0      | 0     |
| 24. | Moselland           | 1     | 1   | 0  | 0 | 1  | 2   | 6  | −4    | 0:20   | 0      | 0     |
| 25. | Generalgouvernement | 1     | 1   | 0  | 0 | 1  | 1   | 5  | −4    | 0:20   | 0      | 0     |
| 26. | Elsaß               | 1     | 1   | 0  | 0 | 1  | 4   | 9  | −5    | 0:20   | 0      | 0     |
| 27. | Danzig-Westpreußen  | 2     | 2   | 0  | 0 | 2  | 3   | 6  | −3    | 0:40   | 0      | 0     |
| 28. | Wartheland          | 2     | 2   | 0  | 0 | 2  | 3   | 13 | −10   | 0:40   | 0      | 0     |
| 29. | Sudetenland         | 3     | 3   | 0  | 0 | 3  | 4   | 13 | −9    | 0:60   | 0      | 0     |